# Magic Tour
A Magic Tour a Queen együttes 1986-os koncertturnéja volt, amely az A Kind of Magic című albumot népszerűsítette. Csak Európában és Angliában léptek fel, összesen 26 alkalommal. Július 27-én a budapesti Népstadionban álltak színpadra. A Magic Tour hatalmas siker volt. A turné megdöntötte az addigi összes nézőszámrekordot Európában és Angliában egyaránt. Összesen közel egymillióan látták-hallották a zenekart, az összbevétel pedig elérte a 11 millió angol fontot. A színpadtechnikát 20 kamionnal szállították egyik helyszínről a másikra.
A turné különböző állomásain rendre más-más együttesek léptek fel a Queen előtt. Állandó előzenekarnak a Craaft nevű német hard rock együttes tekinthető, amely június 19-től végigkísérte Európán a Queent. Rajtuk kívül az ausztrál INXS-zel játszott legtöbbet a Queen. Az angliai koncerteken a Status Quo volt a Magic Tour állandó különleges vendége, Budapesten pedig a magyar Z’Zi Labor is felléphetett.
Ez volt az utolsó turnéja a zenekar eredeti felállásának, az utolsó koncert pedig augusztus 9-én Knebworthben zajlott le. Egy évvel később, 1987-ben megállapították, hogy Freddie Mercury énekes HIV fertőzést kapott, aki így betegsége miatt elutasította a további turnékat, habár az ok hivatalosan csak 1991-ben, halálakor vált bizonyossá.
A Magic Tour különböző állomásain készült koncertfelvételekből állították össze az 1986 decemberében megjelent Live Magic című albumot. A következő évben mutatták be a budapesti koncerten készült Live in Budapest című, 16 kamerával rögzített koncertfilmet. 1990-ben adták ki a Queen at Wembley koncertvideót, amely a Wembley Stadion beli, július 12-i telt házas koncertjüket örökítette meg. A koncert hanganyaga két évvel később jelent meg CD-n (Live at Wembley ’86).

## Előzmények
A Live Aid-fellépés sikere 1985-ben nagy lökést adott a Queen tagjainak, akik az év hátralevő részét eredetileg pihenéssel akarták tölteni, pár héttel később azonban már a stúdióban dolgoztak One Vision című új dalukon. Ekkor kereste meg az együttest Russell Mulcahy filmrendező is, hogy készülő filmjéhez, a Hegylakóhoz írjon zenét a Queen. A leforgatott jelenetekből egy 20 perces anyagot vágott össze a zenekar számára, akik elsőre visszautasították a felkérést, de a jeleneteket látva érezték, hogy ez az ő világuk. Eredetileg egyetlen dalról volt szó, de a látottak annyira megmozgatták az együttes tagjait, hogy öt dalhoz is volt ötletük (Princes of the Universe, Who Wants to Live Forever, One Year of Love, Don’t Lose Your Head, Gimme the Prize). A One Visionnel egy időben született az A Kind of Magic, amelynek egy korai változata a Hegylakó film végén, a stáblista alatt hallható. Ezzel már egy új Queen-album 75 százaléka készen állt. További két dalt írtak még a nagylemezhez, a Friends Will Be Friends című zongoraballadát, valamint a szomorkás hangulatú Pain Is So Close to Pleasure-t. A stúdiómunkálatokkal 1986 áprilisában végeztek, és június 3-án boltokba került az A Kind of Magic album.
A turnéra négy hetet próbáltak a JVC-filmstúdióban májusban. Itt vették fel a Friends Will Be Friends klipjét is, a rajongói klub tagjainak közreműködésével. A turné kezdete előtt, május 11-én bemelegítésként felléptek a montreux-i Arany Rózsa Fesztiválon, ahol az előző, 1984-es fellépéshez hasonlóan playbackelve adták elő négy dalból (One Vision, A Kind of Magic, Friends Will Be Friends, Hammer to Fall) álló műsorukat.
John Deacon basszusgitáros a turné próbái közben adott interjúban elmondta, hogy az énekes, Freddie Mercury kissé vonakodott már a turnézástól. Maga Mercury így nyilatkozott: „Nagyon-nagyon fárasztó számomra a koncertezés. A színpadok egyre nagyobbak, és biztos akarok lenni abban, hogy tökéletesen fitt vagyok az előadáshoz, nem csak valahogy megcsinálom.” Roger Taylor dobos a turné kezdete előtt így nyilatkozott: „A valaha volt legnagyobb színpadon fogunk játszani, amit a Wembleyben felépítettek, a valaha látott legnagyobb fényshow-val. Azt hiszem, talán mi vagyunk a legjobb koncertbanda a világon jelen pillanatban, és ezt be is bizonyítjuk. Senki nem fog csalódni, aki eljön megnézni minket.” Meglepő módon csak európai dátumok szerepeltek a turnén. Észak-Amerikát már a legutóbbi turné sem érintette, de most a Queen egyik legbiztosabb piaca, Japán is kimaradt.

## Színpadtechnika
A színpadtechnikát 20 kamionnal szállították egyik helyszínről a másikra. Összesen három komplett színpaddal dolgoztak. Amíg az egyiken éppen zajlott a show, az előző helyszínen még bontották a színpadot, a következő városban pedig már építették az újat. Az aktuális helyszínen felépített színpad mérete az adott stadion vagy sportcsarnok méretétől függött. A rendelkezésre álló helynek megfelelően használták az óriáskivetítőt, illetve döntötték el, hogy négy vagy hat összecsukható, számítógép-vezérelte panelt szereljenek fel a színpadi fényekhez. A Wembley Stadionban két napig építették a színpadot.
A világítóállvány tíztonnás volt. A hangosító rendszert a Clare Brothers cég tervezte: 180 db S4-es hangfalból állt, tíz km kábelből, öt generátorból, valamint különleges késleltető tornyokból a visszhang kivédésére. Az állványzat tetejére erősített 7×10 méteres Starvision óriáskivetítő súlyát egy hatalmas víztartály egyenlítette ki, hogy stabilan álljon.

## Koncertek

### Első európai szakasz
1986. június 7-én Svédország fővárosában, Stockholmban indult az európai turné. Az eredetileg tervezett 25 állomást az angliai telt házas koncerteket látva egy újabb brit fellépéssel toldották meg, így a turnét augusztus 9-én egy szabadtéri fesztivállal zárta a Queen a Knebworth Parkban. A teljes turnén Spike Edney segítette a színpadon a zenekart, ha kellett, billentyűsként, ha kellett, gitárosként, ahogy azt a The Works turnén már megszokhatták a rajongók.
Stockholmban a turné első állomásán még mindig tüntettek a zenekar ellen az előző album turnéjának dél-afrikai fellépései miatt, amikor az ENSZ bojkottja ellenére koncerteztek az apartheid rezsim irányította országban. A Råsunda Stadion környéki utcákban tartottak felvonulást a tüntetők. A koncert kezdetén Freddie Mercury tévesen így köszöntötte a svéd rajongókat: „Ez a kezdete az új amerikai… nem, az európai turnénak.” A turné szinte minden állomásán más együttesek melegítették be a közönséget a Queen előtt. Stockholmban a Treat svéd heavy metal együttes és Gary Moore gitáros kapták ezt a szerepet. A hollandiai Leidenben, ahol két estén is fellépett a Queen, már az INXS ausztrál rockegyüttes volt az előzenekar. Hollandiában játszotta először a Queen a Friends Will Be Friends dalt az új albumról. Egyedül ezen a két koncerten adták elő teljes egészében a számot, a későbbi fellépéseken csak lerövidítve, a We Are the Champions dallal összefűzve hangzott el a Friends Will Be Friends a ráadásban. Hollandia után Párizsban az Hippodrome de Vincennes lóversenypályán léptek fel a Level 42 és a Marillion társaságában. Mercury ezen a koncerten viselte először a Diana Mosley által tervezett királyi öltözékét, a műhermelinnel szegélyezett vörös palástot és a kövekkel kirakott koronát. A Brüsszelben, Belgium fővárosában adott következő koncert után a Magic Tour újra visszatért Leidenbe, ahol csatlakozott a turnéhoz a Craaft nevű német hard rock együttes, amely az írországi és angliai dátumokat leszámítva egészen a turné végéig elkísérte a Queent.
Június 21-től négy koncert következett az NSZK-ban. Mannheimben a Maimarktgelände kiállítási területen építették fel az óriási színpadot, ahol egy évvel korábban, 1985 júniusában a Deep Purple tartott fesztivált. A Queen fesztiválján Gary Moore, a Marillion, a Level 42 és a Craaft alapozták meg a hangulatot. Nézőszámot tekintve a Magic Tour harmadik legnagyobb közönsége, 85 700 néző előtt játszottak. Fish, a Marillion énekese a Queen műsorában is szerephez jutott, amikor a rock and roll-egyvelegben együtt énekelte a Tutti Frutti című klasszikust Freddie Mercuryval. A teljes koncertről rádiófelvétel készült. Annak 23 perces részlete a Queen On Air-válogatás deluxe kiadásán jelent meg 2016-ban.
Berlinben a Waldbühne Amfiteátrumban léptek fel június 26-án. A Queen helikopteren érkezett a helyszínre. Ez később a turné más állomásain is bevett szokásukká vált, hogy elkerüljék a koncertre igyekvők okozta forgalmi dugókat. Berlinben meglepetésként eljátszottak egy részletet a Led Zeppelin Immigrant Song című dalából az improvizációs szekció és Brian May gitárszólója között. A koncert közben néhányan felmásztak az állványzatra, és Mercurynak kellett leimádkozni őket onnan. Ezután még két német fellépés következett a müncheni Olimpiai Csarnokban, majd Svájcba utaztak, ahol szintén két estén léptek fel. Zürichben a második koncerten rövidebb műsort adtak, nem játszották se az In the Lap of the Gods…Revisited, se a Who Wants to Live Forever dalokat.

### Brit koncertek

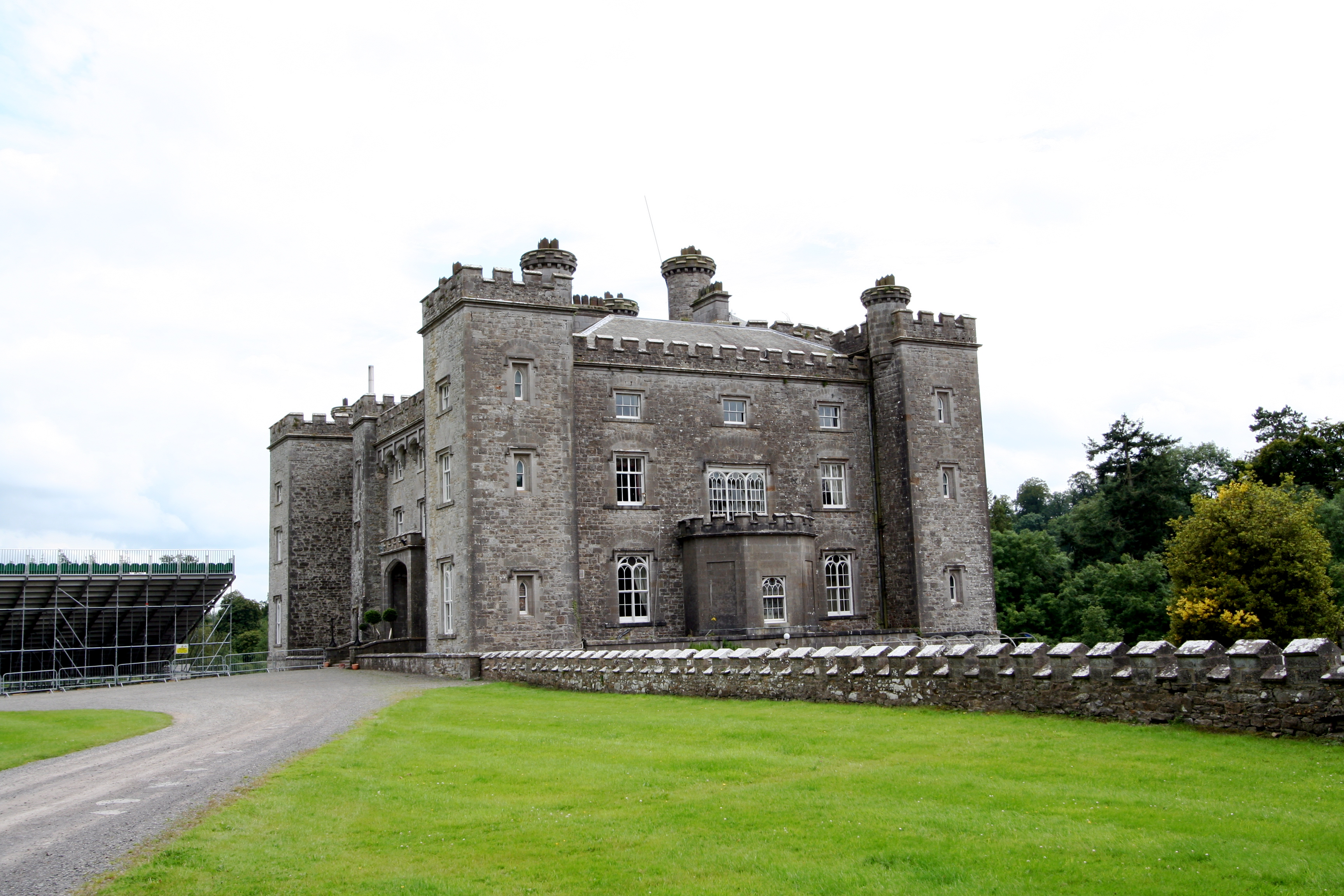
Slane Kastély, Írország

Július 5-én tért vissza a Brit-szigetekre a Queen. Írországban, a Dublintól 47 kilométerre északra fekvő Slane-ben álló várkastély előtti domboldalon tartott szabadtéri fesztivál főzenekarként lépett fel 95 000 néző előtt. Az egész napos fesztiválon Chris Rea, az ír The Fountainhead rockegyüttes, és a The Bangles amerikai lányegyüttes játszott még a Queen előtt. A Queen is napvilágnál állt színpadra, így a színes lámpaerdő nem sokat ért a színpadon. A hatórás, maratoni hosszúságú fesztivál nagy részében esett az eső. A fáradt, kissé ittas és ingerlékeny tömegben több dulakodás is volt, de amikor a Seven Seas of Rhye alatt verekedés tört ki, Freddie Mercury megállította a koncertet egy rövid időre. Később Brian Mayt megdobták egy sörösdobozzal, és már a ráadásra sem akart visszamenni a színpadra. A kellemetlen események után a zenekar megfogadta, hogy soha többet nem fog Írországban játszani. A fesztivál ideje alatt az egészségügyi személyzet több mint 200 embert látott el. Az írországi kaland után négy angliai koncert következett, mindenhol telt házak előtt. Elsőként július 9-én a Newcastle United FC futballstadionjában, a St. James’s Parkban léptek fel, 38 000 néző előtt, ahol a Status Quo és a német Zeno heavy metal együttes voltak az előzenekarok. A koncert teljes bevételét, 50 000 fontot, az Anna hercegnő által létrehozott Save The Children alapítvány számára ajánlották fel.
A Wembley Stadionban rendezett dupla koncertre szinte napra pontosan egy évvel a Live Aid-fellépés után került sor. A július 11-re meghirdetett első koncertre pillanatok alatt elfogytak a jegyek már elővételben, így másnapra meghirdettek egy újabb előadást, amire szintén azonnal elkelt minden jegy. Az eredetileg tervezett kialakításban a monumentális színpad nem fért be a Wembleybe, módosítani kellett a szerkezeten, hogy a koncerteket megtarthassák. Mindkét este 72 000 néző töltötte meg a stadiont, akiket az INXS, a Status Quo és a The Alarm melegített be. Pénteken, az első koncertet még szakadó esőben játszották le, de a szombati, második koncerten már nyári hőség fogadta a közönséget. A kánikulában hűsítésként slaggal locsolták az első sorokban állókat. Nemcsak a Queen zenészeinek családtagjai jelentek meg a backstage-ben, hanem a Rolling Stones frontembere, Mick Jagger is. A szombati koncertet a Capitol Radio és a Tyne Tees tévétársaság is rögzítette, és október 25-én egyszerre tűzték műsorra Angliában. A Real Magic című tévéadást 3,5 millióan látták. A hang- és képfelvételek később hivatalosan is megjelentek. Az A Kind of Magic album borítóján látható, az együttes tagjait ábrázoló rajzfilmfigurákból óriás lufikat készítettek a koncertre, és a címadó dal alatt bedobták őket a közönség közé. Míg Taylor, Deacon és May figuráit megkaparintotta és darabokra tépte a rajongótábor, Mercury figurája egy család kertjében landolt pár mérfölddel odébb. A koncert után hatalmas after partyt tartottak Londonban a Kensington Roof Gardensben. Rengeteg híres zenész és színész volt a meghívottak között, mint például Cliff Richard, Tony Hadley, a Spandau Ballet énekese, a Sigue Sigue Sputnik tagjai, Fish a Marillionból, John Entwistle a The Who-ból, Samantha Fox, Paul King, Garry Glitter, Mel Smith komikus, Dennis Waterman színész/énekes, Anita Dobson színésznő (Brian May későbbi párja). A Queen zenészei Dicky Hart And The Pacemakers néven egy órán át dzsemmeltek különböző rock and roll-slágerekre, és szórakoztatták vendégeiket, akik közül Freddie Samantha Foxszal együtt elénekelte a Johnny B. Goodot. A meztelen kiszolgálószemélyzet Bernd Bauer testfestőművész „ruháit” viselte. A reggelig tartó buli teljes költsége 80 000 fontra rúgott. Három nap pihenő után Manchesterben ismét telt ház, 35 000 ember előtt játszottak, a Manchester City FC stadionjában.

### Második európai szakasz
Július 19-én már Nyugat-Németországban, Kölnben lépett fel a Queen. A közönséget a korábban Mannheimben is játszó zenekarok melegítették be. A Marillion műsorában feltűnt Brian May, aki a Market Square Heroes című dalban vendégszerepelt. A Queen teljes esti koncertjét VHS-re rögzítette Zsombolyai János filmrendező, hogy felkészüljön a tervezett budapesti koncertfilm-forgatásra. A kölni felvétel nem maradt fenn az utókor számára, mivel Zsombolyai a szalagot később letörölte egy másik felvétel kedvéért. Pedig a kölni koncert meglehetősen különlegesre sikerült: Brian May aznap ünnepelte 39. születésnapját, ezért a ’39 című dalból, ami egyébként nem volt az állandó program része, eljátszott egy kis részletet a Love of My Life előtt. Szintén meglepetés volt, hogy a rock and roll-egyvelegben a megszokott dalok mellett eljátszották Elton John egyik számát is (Saturday Night’s Alright for Fighting), a Tutti Fruttiban pedig a Marillion frontembere, Fish ugrott be énekelni. Vicces jelenet volt, amikor Freddie Mercury elfelejtette a Radio Ga Ga szövegének egy részét, és kitalált sorokat énekelt helyette. Ezt a bakit két nappal később Bécsben sikerült újra megismételnie a dal ugyanazon pontján.
A két bécsi koncert után a Queen tagjai a Dunán szárnyashajóval érkeztek Budapestre július 23-án, négy nappal a Népstadion-beli fellépés előtt. Az együttes, miután megérkezett Budapestre, egy, a tiszteletére rendezett fogadáson vett részt a brit nagykövetségen. Igaz, hogy korábban is játszottak már a Vasfüggöny mögött nyugati előadók (például Jethro Tull, Chick Corea, Nazareth, Depeche Mode, Tina Turner, Motörhead, Iron Maiden, Uriah Heep, Santana, Kraftwerk), de egy éppen karrierje csúcsán lévő sztárzenekar még sosem, így világszerte is nagy szenzáció volt, hogy a Queen fellép a „kommunista” Magyarországon. Az együttes évek óta szeretett volna a Szovjetunióban koncertezni, de a szovjet hatóságok hallani sem akartak erről. A Queen menedzsmentjét a Multimedia koncertszervező cég vezetőjének, Hegedűs Lászlónak sikerült meggyőzni, hogy jöjjenek el Magyarországra a Magic Tourral. Mivel a jegyárakból nem tudták volna kifizetni a Queen fellépési költségeit, Hegedűs meggyőzte a magyar döntéshozókat, hogy a Mafilm filmet készítsen a koncertről, amelynek forgalmazási jogait és az abból származó bevételeket a Mafilm és a Queen megosztják egymás között. Július 27-én lépett színpadra Budapesten a Népstadionban a Queen, egyes források szerint 80 000, mások szerint 76 000, megint mások szerint 72 000 ember előtt. A német Craaft mellett a magyar Z’Zi Labor volt az előzenekar a komplett Veresegyházi asszonykórussal együtt. A Queen a turnén megszokott műsorát adta Budapesten is, egyetlen kivétellel. A Love of My Life után, miközben akusztikus gitárján Brian May pengetni kezdett, Freddie Mercury így konferálta be a következő számot: „Ez egy nagyon különleges dal a Queentől nektek.” Amikor a magyar rajongók felismerték, hogy Mercury a tenyeréből olvasva a szöveget a Tavaszi szél vizet áraszt népdalt énekli, kitört az ováció, majd együtt énekelték a sztárral a dal sorait. Legendás pillanata volt ez a Queen budapesti koncertjének. A Live in Budapest címmel elkészült mozifilm premierje 1986 decemberében volt Budapesten.
A turné második franciaországi dátuma eredetileg Nizza lett volna július 30-án, a koncertre kiadott jegyeken is Nizza szerepel. Végül az utolsó pillanatban a fellépést áthelyezték 65 km-rel odébb, a szintén tengerparti Fréjus városába, az Amfiteátrumba, amiről a rajongókat szintén az utolsó pillanatban értesítették. Spanyolországban utoljára 1979 februárjában koncertezett a Queen, még a Jazz Tour keretében. 1986. augusztus 1-jén érkezett a Magic Tour Barcelonába, két nappal később a fővárosban, Madridban lépett fel az együttes, majd újabb két nap múlva az andalúziai üdülővárosban, Marbellában játszott. A három koncerten összesen több mint százezren látták a Queent. A spanyol koncertekkel eredetileg véget is ért volna a Magic Tour, de akkora igény mutatkozott Angliában a Queenre a már elővételben telt házassá vált hazai fellépéseiket látva, hogy a turné végére beiktattak még egy brit dátumot, augusztus 9-re a Hertfordshire megyében fekvő Knebworth Parkba. Knebworth-ban 1974 óta tartanak rockfesztiválokat a Knebworth House urainak, a Lytton Cobbold nemesi családnak a támogatásával.

### Utolsó felvonás
A Knebworth Parkba, a Queen utolsó koncertjére 120 000 néző látogatott el, akik már kora reggeltől hatalmas közlekedési dugót okoztak az odavezető autópályán, ezért a Queen helikopteren érkezett meg. A fesztivál helyszínén sörsátrakat és egy komplett vidámparkot állítottak föl, ahol még iszapbirkózásnak is drukkolhattak a koncertre érkezők. Igazi piknikhangulat uralkodott a nyári napsütésben. A Queen mellett a fesztivál további fellépői a Status Quo, valamint az akkor frissen megjelent új albumával éppen a brit lemezeladási lista második helyén álló skót folk-rock együttes, a Big Country, illetve Belouis Some szintipop-előadó voltak. Belouis Some előadása közben a közönség a hátsó sorokból palackokat hajigált a színpad felé, de csak az első sorokban állókat találták el. A Status Quo koncertje alatt a zenekar egyik segítője felmászott a színpad tetején lévő kivetítőhöz és egy kartonból kivágott gitáron léggitározott, amivel nagy derültséget keltett. A Status Quo eredetileg közvetlenül a Queen előtt játszott volna, de aznap még egy fellépésük volt, így kora délután léptek színpadra. Aktuális népszerűsége miatt a Big Country megérdemelten játszott a legjobb előzenekari pozícióban, de a palackdobálásból őket sem hagyta ki a közönség. A Queen kétórás műsorát a színpad tetején elhelyezett óriáskivetítőnek és a legmodernebb hangtechnikának köszönhetően az óriási tömegben hátul állók is élvezhették. Freddie Mercury a koncert végén palástjában a rock királyaként állt a színpadon, magasba emelve koronáját. Nem mindenki volt ennyire felszabadult a zenekarból. John Deacon, akinek az egész turnéra egy komplett bárt építettek a színpad hátuljába, a ráadás után belevágta basszusgitárját a hangfalba. A Queen-koncert végeztével lekapcsolták az összes világítást, és a 120 000 embernek a sötétben kellett kibotorkálnia a parkolóba, majd még azután is órákat várni, hogy kijussanak járművükkel a parkolókból. A gyors távozást a rendőrség is akadályozta, mivel a tömegben korábban halálra késeltek egy fiatalembert. A szemtanúkat és az elkövetőket keresték. Az ügyben később három embert ítéltek el a gyilkosságért. A Knebworth Parkban adott koncert a visszaemlékezések szerint a Queen egyik legjobb előadása volt, de csak hangfelvétel maradt róla, illetve annyi videófelvétel, amennyit a tévériportokhoz forgattak a helyszínen lévő tévéstábok. Még az év decemberében megjelent a Live Magic című koncertalbum, amelynek anyagát a turné különböző állomásain rögzített felvételekből állították össze.

## Műsor
A koncerteken játszott műsort jelentősen átalakították a The Works album turnéjához képest. Az új albumról négy dal került be a programba: a Live Aid hatására íródott One Vision, amely a koncertek nyitószáma lett; az új album címadója, az A Kind of Magic, a Hegylakó filmben is felhangzó Who Wants to Live Forever, valamint az új közönségénekeltetős sláger, a Friends Will Be Friends. Két régi klasszikust, a Seven Seas of Rhye-t és a Now I’m Here-t újra teljes egészében előadták a koncerteken. Évek óta mindkét dalból csak részleteket játszottak, vagy összedolgozták más számokkal. Egy élőben utoljára 1977-ben játszott dalt is elővettek, az In the Lap of the Gods…Revisited című számot a Sheer Heart Attack albumról. Egyik legnagyobb slágerük, a Somebody to Love viszont hosszú idő után kikerült a műsorból.
Az előző turnén folyamatosan játszott Elvis-feldolgozás, a Jailhouse Rock helyett most egy komplett rock and roll-egyveleget adtak elő esténként olyan dalokkal, mint a (You’re So Square) Baby I Don’t Care, a Hello Mary Lou (Goodbye Heart), és a Tutti Frutti, amit alkalmanként kiegészítettek a Big Spender, a Saturday Night’s Alright for Fighting, vagy a Gimme Some Lovin’ dalokkal. A rock and roll-egyveleg előadásához Roger Taylor is előjött a dobok mögül, hogy egy szál csörgődobbal kísérje társait.
Az évek óta megszokott ráadásba a We Will Rock You és a We Are the Champions közé bekerült a Friends Will Be Friends lerövidített verziója is.
| Jellemző műsor 1. One Vision 2. Tie Your Mother Down 3. In the Lap of the Gods…Revisited 4. Seven Seas of Rhye 5. Tear It Up 6. A Kind Of Magic 7. Vokálimprovizáció 8. Under Pressure 9. Another One Bites the Dust 10. Who Wants to Live Forever 11. I Want to Break Free 12. Impromptu 13. Brighton Rock gitárszóló 14. Now I’m Here 15. Love of My Life 16. Is This the World We Created? 17. (You're So Square) Baby I Don't Care 18. Hello Mary Lou (Goodbye Heart) 19. Tutti Frutti 20. Bohemian Rhapsody 21. Hammer to Fall 22. Crazy Little Thing Called Love 23. Radio Ga Ga 24. We Will Rock You 25. Friends Will Be Friends 26. We Are the Champions 27. God Save the Queen | Ritkán előadott dalok - Big Spender - Saturday Night's Alright For Fighting - Immigrant Song (Berlin) - Gimme Some Lovin - Mustapha (intro) - Tavaszi szél vizet áraszt (Budapest) - Keep Yourself Alive - Rock'n'roll improvizáció (Budapest) - Get Down, Make Love a gitárszóló részeként - Chinese Torture a gitárszóló részeként - I Feel Fine |

## Az utolsó turné
Freddie Mercury asszisztense, Peter Freestone szerint a zenekar tagjai nem gondolták, hogy ez lesz az utolsó turnéjuk. Freddie így írt a rajongói klub tagjainak: „Csodálatos, mesés év volt ez. A turné hatalmas buli volt és siker, habár be kell vallanom, hogy a többieknek kellett rábeszélniük. Most már kijelenthetem, büszke vagyok rá!”
Brian May egy 2003-as interjúban elmondta, hogy a turné vége felé Spanyolországban kisebb vita alakult ki a tagok között, amikor Mercury odaszúrta: „Nos, nem fogom ezt örökké csinálni, lehetséges, hogy ez az utolsó alkalom”. Valóban a Magic Tour volt a Queen utolsó turnéja és a Knebworth Parkban adott gigantikus koncert az együttes utolsó élő fellépése. Freddie Mercury 1991-ben bekövetkezett haláláig már nem léptek együtt színpadra.
A Magic Tour hatalmas siker volt. A turné megdöntötte az addigi összes nézőszámrekordot Európában és Angliában egyaránt. A teljes turnén közel egymillióan látták a zenekart, az összbevétel pedig elérte a 11 millió angol fontot.

## Közreműködők
- Freddie Mercury – ének, zongora, ritmusgitár
- Brian May – elektromos gitár, háttérvokál, gitár
- Roger Taylor – dob, háttérvokál, csörgődob
- John Deacon – basszusgitár
- Spike Edney – billentyűsök, elektromos gitár, háttérvokál

## Turnédátumok
| Dátum              | Ország             | Város      | Helyszín                | Nézőszám |
| ------------------ | ------------------ | ---------- | ----------------------- | -------- |
| 1986. június 7.    | Svédország         | Stockholm  | Råsunda Stadium         | 37 500   |
| 1986. június 11.   | Hollandia          | Leiden     | Groenoordhallen         | 12 800   |
| 1986. június 12.   | Hollandia          | Leiden     | Groenoordhallen         | 12 800   |
| 1986. június 14.   | Franciaország      | Párizs     | Hippodrome de Vincennes | 40 000   |
| 1986. június 17.   | Belgium            | Brüsszel   | Forest National         | 9200     |
| 1986. június 19.   | Hollandia          | Leiden     | Groenoordhallen         | 12 800   |
| 1986. június 21.   | NSZK               | Mannheim   | Maimarktgelände         | 85 700   |
| 1986. június 26.   | NSZK               | Berlin     | Waldbühne               | 22 600   |
| 1986. június 28.   | NSZK               | München    | Olympiahalle            | 11 200   |
| 1986. június 29.   | NSZK               | München    | Olympiahalle            | 11 200   |
| 1986. július 1.    | Svájc              | Zürich     | Hallenstadion           | 11 400   |
| 1986. július 2.    | Svájc              | Zürich     | Hallenstadion           | 11 400   |
| 1986. július 5.    | Írország           | Slane      | Slane Castle            | 95 000   |
| 1986. július 9.    | Egyesült Királyság | Newcastle  | St. James Park          | 38 000   |
| 1986. július 11.   | Egyesült Királyság | London     | Wembley Stadion         | 72 000   |
| 1986. július 12.   | Egyesült Királyság | London     | Wembley Stadion         | 72 000   |
| 1986. július 16.   | Egyesült Királyság | Manchester | Maine Road              | 35 000   |
| 1986. július 19.   | NSZK               | Köln       | Müngersdorfer Stadion   | 50 000   |
| 1986. július 21.   | Ausztria           | Bécs       | Stadthalle              | 12 000   |
| 1986. július 22.   | Ausztria           | Bécs       | Stadthalle              | 12 000   |
| 1986. július 27.   | Magyarország       | Budapest   | Népstadion              | 80 000   |
| 1986. július 30.   | Franciaország      | Fréjus     | Amphitheatre            | 15 000   |
| 1986. augusztus 1. | Spanyolország      | Barcelona  | Mini Estadi             | 34 000   |
| 1986. augusztus 3. | Spanyolország      | Madrid     | Rayo Vallecano          | 45 000   |
| 1986. augusztus 5. | Spanyolország      | Marbella   | Estadio Municipal       | 37 000   |
| 1986. augusztus 9. | Egyesült Királyság | Stevenage  | Knebworth Park          | 120 000  |

## Előzenekarok

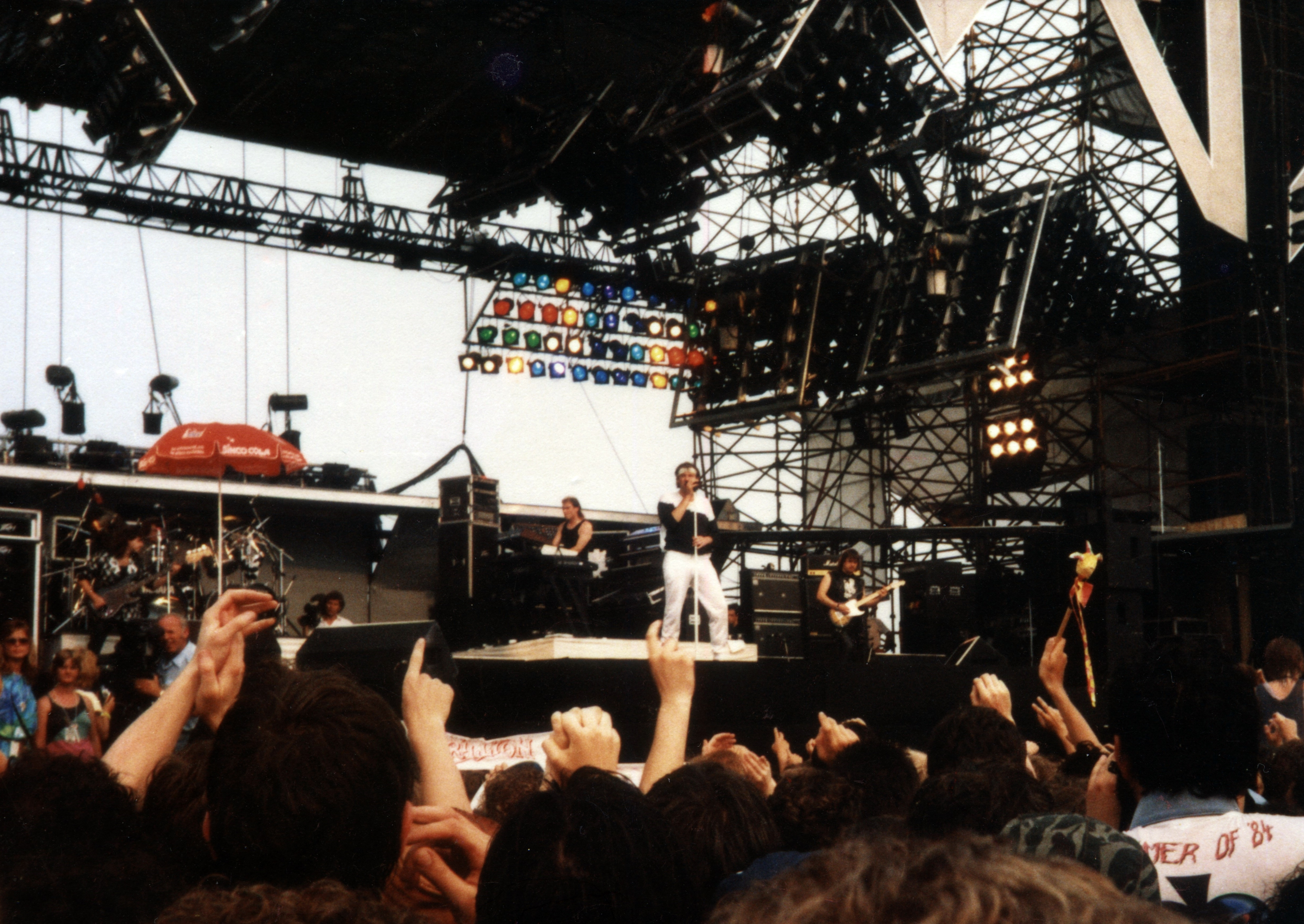
Marillion koncert 1986-ban a Mannheim Open Air fesztiválon a Queen előtt

A turné különböző állomásain rendre más-más együttesek léptek fel a Queen előtt. A turné állandó előzenekarának a Craaft nevű német hard rock együttes tekinthető, akik június 19-től végigkísérték Európán a Queent. Rajtuk kívül az ausztrál INXS-zel játszott legtöbbet a Queen ezen a turnén. Az angliai koncerteken a Status Quo volt a Magic Tour állandó különleges vendége. Budapesten a magyar Z’Zi Labor is felléphetett.
- Treat – Stockholm
- Gary Moore – Stockholm, Mannheim, Köln
- INXS – Leiden, Brüsszel, London
- Level 42 – Párizs, Mannheim, Köln
- Marillion – Párizs, Mannheim, Berlin, Köln
- Belouis Some – Párizs, Manchester, Stevenage
- Craaft – Leiden (csak jún. 19.), Mannheim, Berlin, München, Zürich, Köln, Bécs, Budapest, Fréjus, Barcelona, Madrid, Marbella
- Chris Rea – Slane
- The Fountainhead – Slane
- The Bangles – Slane
- Zeno – Newcastle
- Status Quo – Newcastle, London, Manchester, Stevenage
- The Alarm – London
- Z’Zi Labor – Budapest
- Big Country – Stevenage